# Нел, Джейкобус Полус
Джейкобус Полус «Джей-Пи» Нел (англ. Jacobus Paulus «JP» Nel; род. 9 января 1981 года, Вустер) — южноафриканский регбист и регбийный тренер, выступал на позиции центра (центрального трехчетвертного), ныне главный тренер российского клуба «Стрела-Ак Барс».

## Игровая карьера

### Клубная
Родился в южноафриканском городе Вустер. В регби пришёл в 5-летнем возрасте. В 15 лет стал заниматься регби профессионально. В 21 дебютировал на профессиональном уровне.
Дебютировал за клуб «Уэстерн Провинс», прежде чем перейти в ряды «Блю Буллз». Провёл почти 200 матчей за «Блю Буллз» в Кубке Карри и Кубке Vodacom, а также за «Буллз» в «Супер Регби». Является четырёхкратным обладателем Кубка Карри и двукратным победителем розыгрышей Супер Регби. В 2010 году перебрался на два сезона в Японию, играл за клуб «НТТ Шайнинг Аркс». После вернулся на родину в команду «Грикуас». Карьеру завершил в 2013 году из-за травмы.

### В сборной
В 2002 году стал чемпионом мира среди игроков не старше 21 года. Был сменщиком Клайда Ратбоуна и Жана де Вильерса.
В 2015 году Джей-Пи Нел выступил на ветеранском турнире World Rugby Classic на Бермудских островах, проведя за сборную ветеранов ЮАР матч против США (победа 29:16) и занеся попытку. Он выступил на этом турнире и через год, проведя в составе сборной ЮАР матч против Новой Зеландии (14:0) и отметившись попыткой вместе с Тондераем Чавхангой, а сборная ЮАР выиграла тот турнир в шестой раз.

## Тренерская карьера
Поначалу Джей-Пи работал помощником (тренером веера) Лина Джонса в команде «Вельвичиас», представлявшей Намибию в Первом дивизионе Кубка Карри в 2017 году.
В 2017 году он в качестве тренера выиграл Кубок Африки со сборной Намибии. После ухода Джонса в 2018 году из «Вельвичиас», которые в том году не сыграли в Первом дивизионе Кубка Карри из-за финансовых проблем, он был назначен тренером этой команды.
Джей-Пи стал рассматривать возможность поработать в России после тест-матча сборных Намибии и России 10 ноября 2018 года, прошедшего в Краснодаре, на котором присутствовал.
В 2019 году возглавил казанскую «Стрелу». В чемпионате России 2020/21, дебютном для Нела в сильнейшем дивизионе российского регби-15, команда заняла 6-е место по итогам регулярного сезона и в четвертьфинале уступила будущему чемпиону — клубу «Енисей-СТМ». В сезоне-2021/22 «Стрела» стала третьей в чемпионате и в плей-офф проиграла клубу «ВВА-Подмосковье» в матче за 3-е место (32:41). В 2023 году Нел привёл «Стрелу» к победе в Кубке России, а в 2024 году — в Суперкубке России.

## Личная жизнь
Отец двух дочерей.

## Достижения

### Игрок
- Победитель Кубка Карри: 2002, 2003, 2004, 2006[6]
- Победитель Супер Регби: 2007, 2009[6]
- Чемпион мира U-21: 2002[4]

### Тренер
- Обладатель Кубка России: 2023
- Обладатель Суперкубка России: 2024